# 11467 Simonporter
11467 Simonporter è un asteroide della fascia principale. Scoperto nel 1981, presenta un'orbita caratterizzata da un semiasse maggiore pari a 2,5626640 UA e da un'eccentricità di 0,1213027, inclinata di 3,39353° rispetto all'eclittica.